# Johann Heinrich Wolfart
Johann Heinrich Wolfart (* 1. November 1710 in Hanau; † 25. März 1783 ebenda) war ein deutscher Hochschullehrer und Hofrat im Dienst der Landgrafen von Hessen-Kassel.

## Leben
Johann Heinrich Wolfart wurde als Sohn des Hanauer Vizekanzlers
Johann Daniel Wolfart (1673–1736) und dessen Ehefrau Ernestine Henriette Louy geboren.
Nach dem Abitur am Gymnasium Hanau studierte er Rechtswissenschaften am Collegium Carolinum in Kassel, brach das Studium ab und reiste in den Jahren von 1726 bis 1727 gemeinsam mit seinem Bruder Johann Ernst zu Studienzwecken in mehrere europäische Städte, um später sein Studium an der Martin-Luther-Universität Halle-Wittenberg und der Philipps-Universität Marburg fortzusetzen und dort 1730 zum Doktor beider Rechte zu promovieren. In den Jahren von 1732 bis 1744 war er als Professor der Rechte und der philosophischen Moral sowie als Professor der Physik und Mathematik an der Hohen Landesschule in Hanau tätig.
Er trat in die Dienste des Landgrafen Wilhelm VIII. von Hessen-Kassel und wurde unter ihm
Regierungs-, Hofgerichts- und Konsistorialsekretär.
1759 zum Hof- und Konsistorialrat ernannt, erhielt er am 6. März 1760 die Berufung zum Regierungsrat, nachdem Wilhelm VIII. am 1. Februar 1760 verstorben war und sein Enkel Wilhelm als Wilhelm IX. die Herrschaft über die Grafschaft Hanau übernommen hatte.
Von 1744 an war er Stadtschultheiß der Altstadt Hanau und Amtmann des Büchertals.
Der Mediziner Karl Christian Wolfart war sein Enkel.

## Werke (Auswahl)
- 1730 Inauraldissertion de eo quod in Germania justum est circa bannum ferinum in alieno territorio acquisitium Digitalisat
- 1742 Tractatio jurid. de Sodomia vera et spuria hermaphroditi: von ächter und unächter Sodomiterey eines Zwitters
- 1747 Tractatio jurid. in qua transactionem testamenti tabulis nondum inspectis initam esse non-ens de- monstratur